# Geoffrey Bartlett

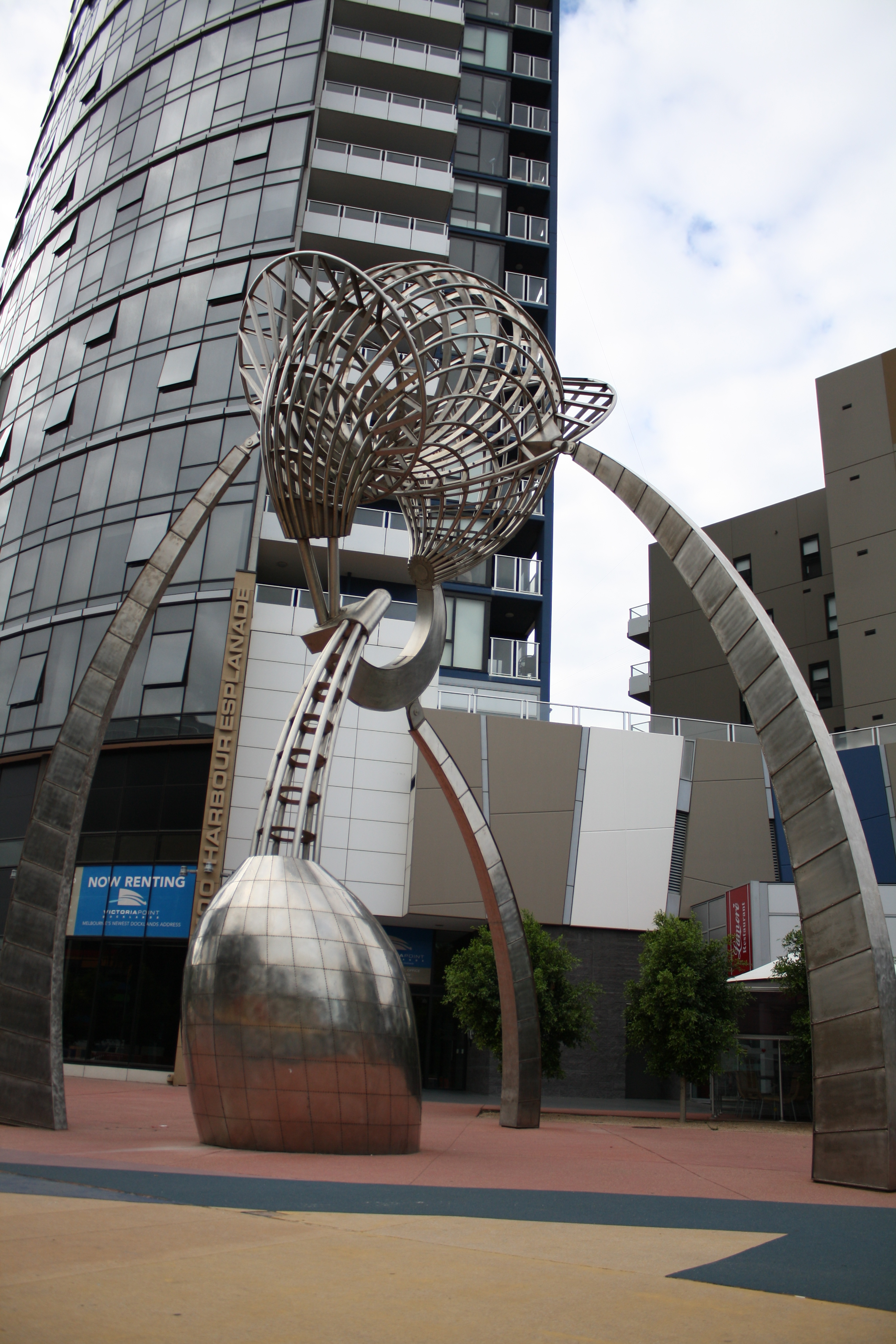
Aurora (2005/06), Melbourne Docklands

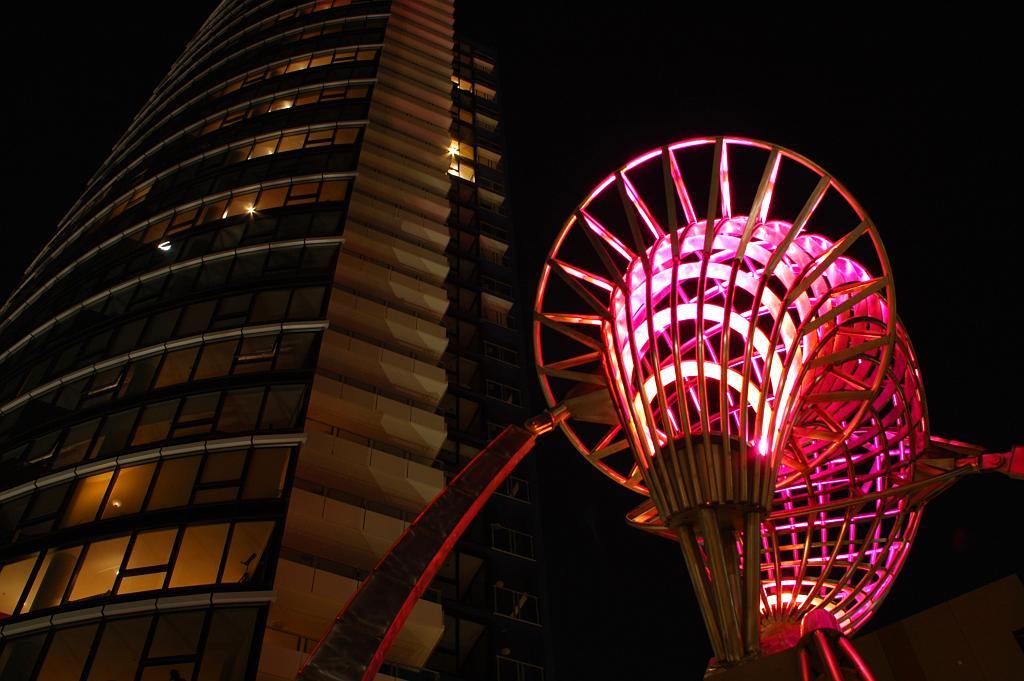
Aurora bei Nacht

Geoffrey Bartlett (* 1952 in Melbourne, Australien) ist ein australischer Bildhauer.

## Leben und Werk
Bartlett erhielt seine Bildhauerausbildung von 1971 bis 1973 am Royal Melbourne Institute of Technology in Melbourne, wo er bis 1976 am Studium teilnahm. In 1983 studierte in Verbindung mit der Harkness Fellowship an der Columbia University in New York. Danach schloss sein Studium als Master of Fine Arts ab. Direkt nach seiner Ankunft in New York zog er ins Storm King Art Center in Mountainville, wo er mit David Smith arbeitete, der ihn nicht anerkannte. Die Enttäuschung, die daraus folgte, hatte bleibenden Einfluss auf sein eigenes Werk, was sich in seiner unruhigen Raumaufteilung und in seinen dreidimensionalen Werken ausdrückt.
Bartlett dozierte Bildhauerei an verschiedenen Institutionen und Universitäten: Deakin University, Royal Melbourne Institute of Technology, Chisholm Institute und Victoria College of Art. Von 1990 bis 1994 war er Professor an der Monash University.
2007 wurde das Werk von Bartlett als Überblicksausstellung Geoffrey Bartlett 1987 - 2007 in der National Gallery of Victoria in Melbourne ausgestellt.
Bartlett lebt und arbeitet in Melbourne.

## Werken (Auswahl)
- 1982: Circus by the sea, Heide Museum of Modern Art
- 1983: Messenger, National Gallery of Victoria in Melbourne (seit 2003 im Skulpturenpark The Grollo Equiset Garden.)
- 1984: The rise of the flowering plants (Lower Cretacious), McClelland Gallery and Sculpture Park
- 1984: Lessons in Gravity, Parliament House in Canberra (mit Kym Smith)
- 1988: Mariner, Trans Tasman Shipping in Auckland (Neuseeland)
- 1996: Obelisk, Focal Building in Melbourne
- 1997: The Constellation – 5-teilig (mit Bruce Armstrong), Yarra Turning Basin, Southbank in Melbourne
- 1999: Beacon, Newcastle City Council in Newcastle (New South Wales)
- 1999: Dancer 2, Colonial First State, Sydney (New South Wales)
- 2000: Six Sculptures, Citibank in Sydney
- 2000: Fusion, Ian Ross Building vor der Australian National University in Canberra
- 2005/06: Aurora, Harbour Esplanade, Docklands in Melbourne

## Fotogalerie: The Constellation

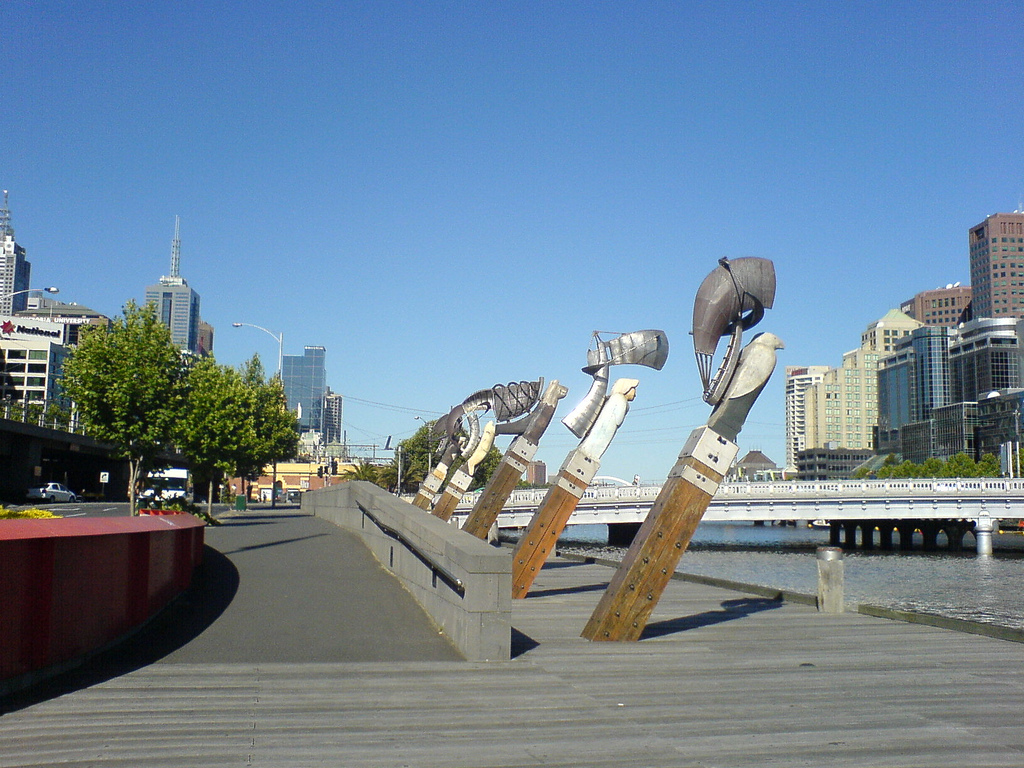
The Constellation (1997)
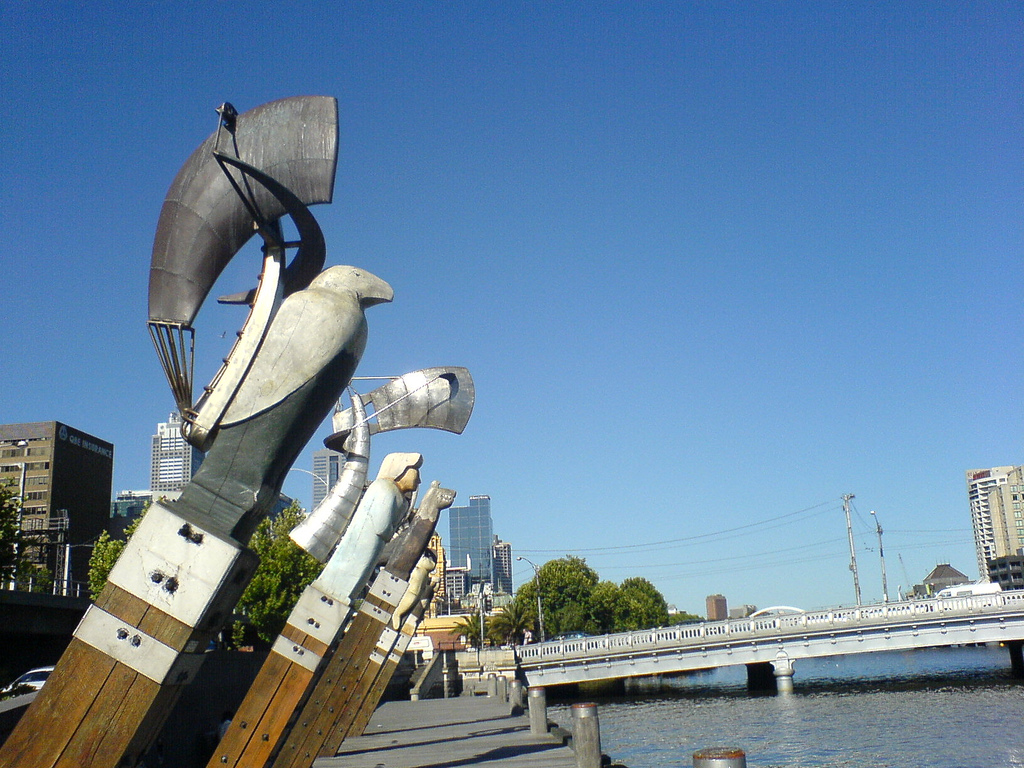
Detailvergrößerung The Constellation
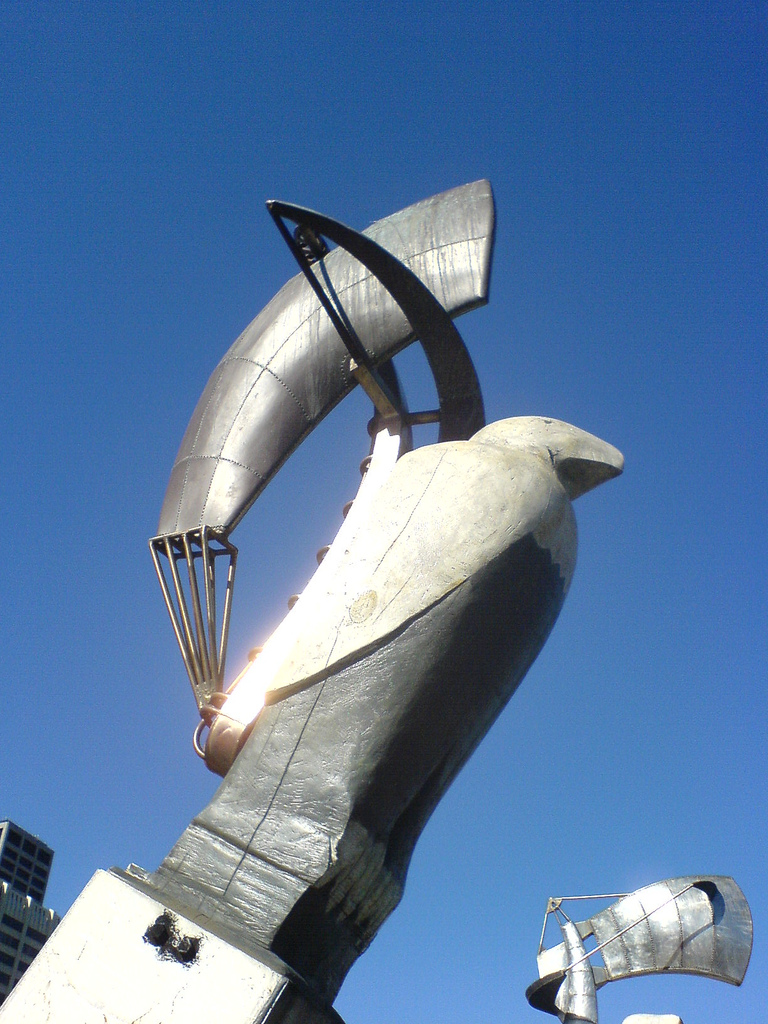
Detailvergrößerung The Constellation